# 青牛胆属
青牛胆属（学名：Tinospora）是防已科下的一个属，为攀援状灌木植物。该属共有20余种，分布于东半球热带地区。